# Idonéisme
L’idonéisme est la démarche philosophique favorable à l’idonéité, concept inventé par le philosophe des sciences Ferdinand Gonseth dans le cours du XXe siècle. Il concerne au départ la méthodologie dans les sciences exactes, mais sa forme élaborée de pragmatisme permet l'étude des protocoles de toute discipline. Il a donc une portée heuristique importante.
Des concepts universels tels que la rétroaction n'avaient pas encore suffisamment émergé pour féconder la pensée gonsethienne. Une façon de présenter l'idonéité est cependant de la comparer au résultat de telles boucles rétroactives convergeant vers une ou plusieurs solutions stables quand elles existent (voir cependant théorie du chaos).
La pensée de Ferdinand Gonseth jette des passerelles entre science et philosophie et réconcilie des aspirations que le système des deux cultures dénoncé par C. P. Snow pourrait considérer comme contradictoires...

## Les conditions de l'idonéité
Plutôt que de chercher à réduire l'incertitude de toute expérience nouvelle, Gonseth propose de s'y adapter récursivement.
Il invite à renoncer à  la « stratégie de fondement », conditionnée par un souci de l'absolu, en pariant sur des exigences « relatives » de toutes les manières. Il ne s'agit pas pour autant d'en minorer l'importance, bien au contraire, les exigences relativisées autant que provisoires imposent une « stratégie d'engagement » ; engagement dans une maîtrise de cette relativité aussi longtemps que dure l'expérience. Ceci est inconciliable avec les méthodes « prédicatives » qui ne sont pas « ouvertes » au progrès de la connaissance.
Parmi les exigences à relativiser pour élaborer le nouveau cadre méthodologique, il provoque la surprise en y plaçant prioritairement l'efficacité qui ne peut et ne doit pas être entièrement définie ou assurée. Ainsi fait, l'expérimentation est ouverte au figuré comme au propre vers la production de données débordant les résultats programmés ; cette production justifiant rétroactivement le flou assumé des exigences :  «... l'efficacité est une exigence qui se dévoile et se construit avec le progrès de la connaissance.»
Toujours en amont des exigences expérimentales, F. Gonseth rénove le cadre de l'intention elle-même et pose comme préalable : dépouiller l'intention de sa tension métaphysique pour laisser libre cours à l'« intention dialectique ». Cette nécessité lui apparaît comme la voie de réassociation du théorique et de l'empirique, du dialogue de la science et de la philosophie.
Au niveau de la méthodologie, le positionnement dialectique permet d'échapper au «paradoxe du commencement» qu'il faut préciser : « Pour gagner ses propres principes méthodologiques, le premier devoir de la philosophie scientifique est de chercher et de formuler les principes fondamentaux de la méthodologie des sciences. Nous la mettons ainsi devant une tache qui semblerait déjà nécessiter de sa part une connaissance complète de sa méthodologie, et ceci justement dans le but d'entrer en possession de cette méthodologie ».
L'unité de la conception dialectiquement reconquise ouvre naturellement le champ de l'efficacité, la fécondité des résultats : « Chacune de nos facultés doit trouver sa place et son rôle dans une synthèse, qui d'un certain point de vue sera une théorie de la connaissance et d'un autre une méthodologie de la connaissance.»
Ainsi puisqu'il faut commencer, sans assurance de bien commencer, F. Gonseth propose de relativiser le cadre conceptuel et introduit la notion de «doctrine préalable» ; doctrine nourrie par la «dialectique pratique» entre les registres de la réalité, de la théorie et de la métathéorie. 
Mais il faut éviter un malentendu sur le mot préalable puisque c'est à cette occasion qu'il faut apprivoiser le concept d'idonéisme : « Une doctrine préalable ne se justifie pas d'elle-même au préalable. Elle se révèle idoine par ses incidences et par ses conséquences. »
En résumé, l'intention dialectique est la clé de l'engagement de l'action puis oblige à l'engagement, à confirmer et conforter rétrospectivement et rétroactivement les choix et «exigences relatives» en fonction de leur efficacité partiellement imprévue : leur idonéité ou autrement dit leur convenance.

## L'idonéisme appliquée à l'explication
Dans le cadre de l'explication scientifique, la «doctrine préalable» conduit à mettre en avant un «modèle explicatif» construit dans cette dialectique : le chercheur renonce à s'attaquer à l’explicandum lui-même pour préférer la maîtrise du «modèle explicatif» qu'il peut plus aisément soumettre au questionnement analytique et qui lui servira à tester sa synthèse : «L'essentiel de l'acte compréhensif réside maintenant dans une certaine identification qui doit être établie entre certaines parties, certains détails et certaines propriétés du modèle, et les réalités correspondantes »
Le modèle explicatif est donc évalué par son adéquation à la réalité dans l'ultime phase de l'explication ; sa valeur entrant pour une part dans l'idonéité de l'explication.
Naturellement, en matière d'explication scientifique, l'idonéité va également être estimée par la faculté de l'explication à contribuer à de nouvelles quêtes explicatives.
Ainsi l'« idonéisme »  devient le paradigme de «notre capacité à connaître le monde et de nous comprendre nous-mêmes.» avec un mot d'ordre : «une signification quelconque n'est pas seulement en suspens, elle est encore en devenir.»
Logiquement à ce point, F. Gonseth ne craint pas que sa dialectique s'allie à la tautologie pour évaluer sa propre doctrine : « Nous adoptons le principe d'idonéité par ce qu'il se révèle idoine. »

## Type emblématique de procédé idoine: la schématisation
Ferdinand Gonseth a développé sa pensée en choisissant de l'expérimenter avec la géométrie non-euclidienne, y voyant un univers complexe mais propice, s'articulant entre l'intuitif, l'expérimental et le théorique.
Il applique logiquement ses conceptions essentiellement dialecticiennes aux objets de cet univers et leur revêt un fonctionnement basé sur l'idonéité : l'axiome, le symbole, le schéma, la solution, etc.
Par exemple : 
« L'axiome est à mi-chemin entre la fiction et la description du réel. Il participe de nous [il dépend du sujet], par ce qu'il schématise ; Il participe du réel [il dépend de l'objet] par ce qu'il l'a cherché.»  Ce qui donne idonéiquement : « Un axiome n'est plus une vérité en soi qui serait évidente pour un esprit suffisamment éclairé : ce n'est pas non plus une Hypothèse ou bien une convention adoptée librement. C'est plutôt un compromis entre une objectivité absolue irréalisable et une impossible liberté totale. Si ce compromis aboutit, alors l'axiome est juste. »
Le schéma prend bien sûr le plus grand poids d'idonéité. De représentation, il passe au statut de critère de vérité : "La convenance d'un schéma est alors le seul gage qu'on possède de l'authenticité de la connaissance qu'il exprime. »
Jusqu'à ce point, il n'y a pas d'innovation par rapport à ce qui a été montré à propos de l'explication ; le schéma s'apparenterait au «modèle explicatif». Mais avec le cadre expérimental qu'il s'est donné, Gonseth applique ses principes de manière itérative sur le même objet. Il réinvestit donc un premier gain d'idonéité dans l'approfondissement de sa «dialectique de schématisation».

## Le schéma autonome
La mise en œuvre positive du schéma fournit comme résultat ce que Ferdinand Gonseth nomme sa « signification extérieure » ; concept qu'il faut nettement distinguer de l'interprétation du schéma (qui est en fait sa mise en œuvre) : « Pour décrire la façon dont est donnée la signification extérieure d'un schéma, nous pourrons dire maintenant que celle-ci doit être conçue non comme une réalité en soi, mais comme un horizon de réalité, que la connaissance que nous en possédons n'est pas une saisie définitive, mais un horizon de connaissance. »
Arrivé à ce stade, F. Gonseth insiste sur l'espèce de  mutation qui se produit dans le cadre de la dialectique : le schéma constitué est maintenant autonome ; autonomie partagée par tous ses éléments (en tout cas les plus idoines...). Cette autonomie découle de la volonté de maîtrise, elle-même justification de la relativisation des exigences primitives sacrifiées ; la maîtrise générant l'autonomie de l'objet tel Pinocchio généré par son maître.
L'autonomie du schéma validé est telle que loin d'être relégué « C'est au contraire lui qui apporte l'élément créateur par excellence, l'élément sans lequel il n'y aurait pas de connaissance puisqu'il n'y aurait pas de forme d'expression de cette connaissance. »
Maintenant autonome «[…] Le schéma incorpore, lui aussi, un horizon de réalité et c'est dans cet horizon que la solution « théorique » est à construire. »
Pour cela, « Il faut encore que le schéma, dans son propre horizon de réalité, se prête à certaines opérations, raisonnement ou manipulation sur les éléments à l'aide desquels la solution se construira. »
En d'autres termes, une fois l'adéquation du schéma et de sa «signification extérieure» vérifiée, il faut explorer la convenance obtenue pour en tirer au moins un procédé propre à conduire immédiatement à la solution. La création de ce procédé ou «technique» pourra cependant être si complexe qu'elle nécessitera à son tour une approche idonéique ; chaque relativisation d'exigence autorisant à la fois un gain d'autonomie et une efficacité non prévisible.
Les conceptions de Ferdinand Gonseth tendent à nourrir de pragmatisme l'imagination créatrice après libération assumée des « intentions métaphysiques ». Plus particulièrement, parlant de la pensée scientifique, il présente naturellement cette pensée comme une «expérimentation intérieure» sans effet métaphorique pour mieux assurer qu'« elle doit se dialectiser sous la pression de l'expérience en cours »